# Viereck

Einige Typen von Vierecken

Ein Viereck (auch Tetragon, Quadrangel oder Quadrilateral) ist eine Figur der (euklidisch) ebenen Geometrie, nämlich ein Vieleck mit vier Ecken und vier Seiten. Analog zu Dreiecken ist auch eine Verallgemeinerung des Vierecksbegriffes auf nichteuklidische Geometrien (gekrümmte Vierecke) möglich. In der projektiven Geometrie spielen vollständige Vierecke und die dazu dualen vollständigen Vierseite eine wichtige Rolle. In der endlichen Geometrie werden Inzidenzeigenschaften des Vierecks zur Definition des Begriffs „Verallgemeinertes Viereck“ verwendet.

## Einteilung

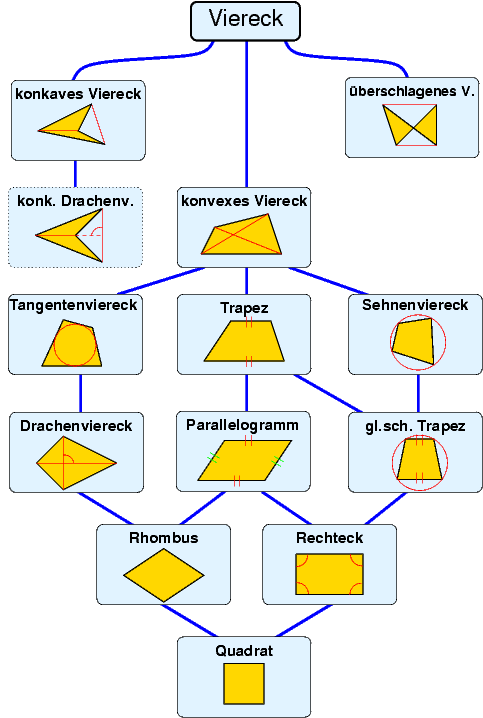
Hierarchie der Vierecke

Mengendiagramm ohne Tangentenvierecke

Mengendiagramm ohne Drachenvierecke

Ein Viereck hat zwei Diagonalen. Liegen beide Diagonalen innerhalb des Vierecks, so ist das Viereck konvex, liegt genau eine Diagonale außerhalb, so nennt man das Viereck konkav. Das Viereck ist das einfachste Vieleck, das konkav sein kann. Bei einem überschlagenen Viereck liegen beide Diagonalen außerhalb des Vierecks, zum Beispiel beim verschränkten Trapez. Überschlagene Vierecke sind verallgemeinerte Polygone und werden normalerweise nicht zu den Vierecken gerechnet. Gleiches gilt für entartete Vierecke, bei denen zwei oder mehr Eckpunkte zusammenfallen oder mehr als zwei Eckpunkte auf einer Geraden liegen.
Die Summe der Innenwinkel im Viereck beträgt 360°, weil sich jedes Viereck in zwei Dreiecke zerlegen lässt.
Ein Trapez ist ein Viereck mit mindestens zwei parallelen Seiten. Sind je zwei einander gegenüberliegende Seiten parallel, spricht man vom Parallelogramm. Ein Viereck, welches vier gleich große Innenwinkel von 90°, also rechte Winkel, hat, ist ein Rechteck. Ein Rechteck, das vier gleich lange Seiten hat, ist ein Quadrat. Das Quadrat ist das regelmäßige Viereck.
Beim Drachenviereck (Deltoid) stehen die Diagonalen senkrecht aufeinander, und eine Diagonale wird durch die andere halbiert. Dies ist gleichbedeutend damit, dass es zwei Paare benachbarter Seiten gibt, die jeweils gleich lang sind. Bei vier gleich langen Seiten spricht man von einer Raute (Rhombus). Ein Quadrat ist eine Raute mit vier gleich großen Innenwinkeln.
Bei einem Sehnenviereck sind die vier Seiten Sehnen des Umkreises. Sind die vier Seiten Tangenten eines Inkreises, so spricht man von einem Tangentenviereck.
Zwischen den einzelnen Vierecktypen gelten Mengenrelationen, insbesondere die in der Abbildung dargestellten Teilmengenbeziehungen, wie zum Beispiel
- Quadrate ⊂ Rechtecke ⊂ Parallelogramme ⊂ Trapeze ⊂ konvexe Vierecke ⊂ Vierecke[AE 1]

Ferner gelten auch noch folgende Beziehungen für Schnittmengen:
- Quadrate = Rechtecke ∩ Rauten
- Quadrate = Drachenvierecke ∩ gleichschenklige Trapeze
- Rechtecke = Sehnenvierecke ∩ Parallelogramme
- Rauten = Drachenvierecke ∩ Trapeze
- Rauten = Tangentenvierecke ∩ Parallelogramme
- Gleichschenklige Trapeze = Sehnenvierecke ∩ Trapeze

### Verfeinerung der Einteilung
Die ebenen Vierecke werden wie folgt nach verschiedenen Gesichtspunkten eingeteilt.
1. Eigenschaften des Inneren:
  - konvex
  - konkav

1. - Achsensymmetrie
    - eine Diagonale ist Symmetrieachse: Drachenviereck
    - beide Diagonalen sind Symmetrieachsen: Raute
    - die Mittelsenkrechte einer Seite ist eine Symmetrieachse: gleichschenkliges Trapez
    - die Mittelsenkrechten zweier Seiten sind Symmetrieachsen: Rechteck
    - vier Symmetrieachsen: Quadrat

  - Drehsymmetrie
    - zweizählige Drehsymmetrie (Punktsymmetrie): Parallelogramm
    - vierzählige Drehsymmetrie: Quadrat

1. - Länge:
    - zwei Paare gleich langer gegenüberliegender Seiten: Parallelogramm
    - zwei Paare gleich langer benachbarter Seiten: Drachenviereck
    - gleichseitiges Viereck: Raute
    - die Summe der Längen gegenüberliegender Seiten ist gleich: Tangentenviereck

  - Lage:
    - die Seiten berühren denselben Kreis (den Inkreis): Tangentenviereck

  - Orientierung:
    - mindestens ein Paar paralleler Seiten: Trapez
    - zwei Paar paralleler Seiten: Parallelogramm

1. - Länge:
    - beide Diagonalen sind gleich lang: notwendige Eigenschaft für gleichschenklige Trapeze

  - Lage:
    - Schnitt / Berührung: die beiden Diagonalen schneiden sich nicht (und berühren sich deshalb auch nicht): hinreichende Eigenschaft für konkave Vierecke
    - Lage des Schnittpunkts:
      - eine Diagonale wird durch die andere mittig geschnitten: notwendige Eigenschaft für konvexes Drachenviereck
      - beide Diagonalen schneiden sich in ihrer Mitte: notwendige und hinreichende Eigenschaft für ein Parallelogramm

  - Orientierung:
    - Größe des Orientierungswinkels: die Diagonalen stehen im rechten Winkel aufeinander: notwendige Eigenschaft für Drachenviereck

1. - zwei Paare gleich großer gegenüberliegender Winkel: Parallelogramm
  - zwei Paare gleich großer benachbarter Winkel: gleichschenkliges Trapez
  - gleichwinkeliges Viereck: Rechteck
  - die Summe gegenüberliegender Winkel ergibt 180°: Sehnenviereck

1. - die Ecken liegen auf demselben Kreis (dem Umkreis): Sehnenviereck

1. - kleinster umschließender Kreis:
    - Eigenschaften der Kreislinie:
      - der kleinste umschließende Kreis, der alle Eckpunkte des Vierecks schneidet, ist der Umkreis: notwendige Eigenschaft für eine Raute

    - Lage (des Mittelpunkts):
      - der Mittelpunkt des umschließenden Kreises liegt in der Mitte einer Diagonalen: notwendige Eigenschaft für ein Rechteck
      - der Mittelpunkt liegt außerhalb des Vierecks: hinreichende Eigenschaft für ein konkaves Viereck

  - minimal exzentrische Umellipse (nicht zu verwechseln mit der Steiner-Umellipse)
    - Existenz:
      - mindestens ein Umellipse existiert: hinreichende und notwendige Eigenschaft für die Konvexität eines Vierecks

    - Exzentrizität:
      - (lineare oder numerische) Exzentrizität = 0: hinreichende und notwendige Eigenschaft für das Vorliegen eines Sehenvierecks. Diese Ellipse entspricht dann einem Umkreis.

    - Größe der Halbachsen:
      - (Länge der ersten Halbachse = Länge der zweiten Halbachse = ) Radius des Umkreises ist {\displaystyle {\sqrt {2}}} mal so groß wie der Radius des Inkreises: notwendige Eigenschaft für ein Quadrat

  - größter innen liegender Kreis:
    - Eigenschaften der Kreislinie:
      - der Kreis berührt alle Seiten (evtl. auch nur ihre Eckpunkte): notwendige Eigenschaft für ein Deltoid
      - der Kreis berührt alle Seiten im flachen Winkel, sprich der Inkreis: notwendige Eigenschaft für ein konvexes Deltoid
      - der Kreis berührt nicht alle Seiten: notwendige Eigenschaft für ein konkaves Viereck

### Tabelle
Die wichtigsten Eigenschaften der besonderen Vierecke sind in folgender Tabelle dargestellt:
|                          | Anzahl der Symmetrie- achsen | punkt- symme- trisch | gegenüberliegende Seiten | gegenüberliegende Seiten | benachbarte Seiten gleich lang | Winkel gleich groß | Winkel gleich groß  | Summe der gegenüberliegenden | Summe der gegenüberliegenden |
| parallel                 | Anzahl der Symmetrie- achsen | punkt- symme- trisch | gleich lang              | gegenüber- liegende      | benachbarte Seiten gleich lang | benachbarte        | Seitenlängen gleich | Winkel gleich                |                              |
| ------------------------ | ---------------------------- | -------------------- | ------------------------ | ------------------------ | ------------------------------ | ------------------ | ------------------- | ---------------------------- | ---------------------------- |
| Quadrat                  | 4                            | ja                   | paarweise                | alle                     | alle                           | alle               | alle                | ja                           | ja                           |
| Rechteck                 | mind. 2                      | ja                   | paarweise                | paarweise                |                                | alle               | alle                |                              | ja                           |
| Raute                    | mind. 2                      | ja                   | paarweise                | alle                     | alle                           | paarweise          |                     | ja                           |                              |
| Parallelogramm           |                              | ja                   | paarweise                | paarweise                |                                | paarweise          |                     |                              |                              |
| gleichschenkliges Trapez | mind. 1                      |                      | ja                       | ja                       |                                |                    | paarweise           |                              | ja                           |
| Drachenviereck           | mind. 1                      |                      |                          |                          | paarweise                      |                    |                     | ja                           |                              |
| Trapez                   |                              |                      | ja                       |                          |                                |                    |                     |                              |                              |
| Sehnenviereck            |                              |                      |                          |                          |                                |                    |                     |                              | ja                           |
| Tangentenviereck         |                              |                      |                          |                          |                                |                    |                     | ja                           |                              |

## Formeln
| Mathematische Formeln zum allgemeinen Viereck                        | Mathematische Formeln zum allgemeinen Viereck | Mathematische Formeln zum allgemeinen Viereck |
| -------------------------------------------------------------------- | --- | --------------------------------------------- |
| Flächeninhalt siehe: Formel von Bretschneider, Gaußsche Trapezformel | {\displaystyle A={\frac {1}{4}}{\sqrt {4\cdot e^{2}\cdot f^{2}-\left(b^{2}+d^{2}-a^{2}-c^{2}\right)^{2}}}}                                                      | Bezeichnungen am Viereck                      |
| Flächeninhalt siehe: Formel von Bretschneider, Gaußsche Trapezformel | {\displaystyle A={\frac {a\cdot d\cdot \sin \alpha +b\cdot c\cdot \sin \gamma }{2}}={\frac {a\cdot b\cdot \sin \beta +c\cdot d\cdot \sin \delta }{2}}}          | Bezeichnungen am Viereck                      |
| Flächeninhalt siehe: Formel von Bretschneider, Gaußsche Trapezformel | {\displaystyle A={\frac {1}{4}}\left(b^{2}+d^{2}-a^{2}-c^{2}\right)\cdot \tan \theta }                                                                          | Bezeichnungen am Viereck                      |
| Flächeninhalt siehe: Formel von Bretschneider, Gaußsche Trapezformel | {\displaystyle A={\frac {e\cdot f\cdot \sin \theta }{2}}} | Bezeichnungen am Viereck                      |
| Flächeninhalt siehe: Formel von Bretschneider, Gaußsche Trapezformel | {\displaystyle A={\frac {1}{2}}{\sqrt {{\big \|}{\vec {e}}{\big \|}^{2}\cdot {\big \|}{\vec {f}}{\big \|}^{2}-{\big (}{\vec {e}}\cdot {\vec {f}}{\big )}^{2}}}} | Bezeichnungen am Viereck                      |
| Flächeninhalt siehe: Formel von Bretschneider, Gaußsche Trapezformel | {\displaystyle A={\frac {1}{2}}{\bigg \|}(x_{A}-x_{C})\cdot (y_{B}-y_{D})+(x_{D}-x_{B})\cdot (y_{A}-y_{C}){\bigg \|}}                                           | Bezeichnungen am Viereck                      |
| Länge der Diagonalen siehe: Kosinussatz                              | {\displaystyle e={\sqrt {a^{2}+b^{2}-2\cdot a\cdot b\cdot \cos \beta }}={\sqrt {c^{2}+d^{2}-2\cdot c\cdot d\cdot \cos \delta }}}                                | Bezeichnungen am Viereck                      |
| Länge der Diagonalen siehe: Kosinussatz                              | {\displaystyle f={\sqrt {a^{2}+d^{2}-2\cdot a\cdot d\cdot \cos \alpha }}={\sqrt {b^{2}+c^{2}-2\cdot b\cdot c\cdot \cos \gamma }}}                               | Bezeichnungen am Viereck                      |
| Innenwinkel siehe: Kosinussatz                                       | {\displaystyle \alpha =\arccos {\frac {a^{2}+d^{2}-f^{2}}{2\cdot a\cdot d}}}                                                                                    | Bezeichnungen am Viereck                      |
| Innenwinkel siehe: Kosinussatz                                       | {\displaystyle \beta =\arccos {\frac {a^{2}+b^{2}-e^{2}}{2\cdot a\cdot b}}}                                                                                     | Bezeichnungen am Viereck                      |
| Innenwinkel siehe: Kosinussatz                                       | {\displaystyle \gamma =\arccos {\frac {b^{2}+c^{2}-f^{2}}{2\cdot b\cdot c}}}                                                                                    | Bezeichnungen am Viereck                      |
| Innenwinkel siehe: Kosinussatz                                       | {\displaystyle \delta =\arccos {\frac {c^{2}+d^{2}-e^{2}}{2\cdot c\cdot d}}}                                                                                    | Bezeichnungen am Viereck                      |

## Konvexe Vierecke
Ein konvexes Viereck kann durch fünf voneinander unabhängige Bestimmungsstücke wie
- Länge der Seiten
- Länge der Diagonalen
- Umfang
- Innenwinkel
- Flächeninhalt

beschrieben werden. Ein Beispiel nicht unabhängiger Größen sind die vier Innenwinkel, weil sich der vierte Innenwinkel aus den drei anderen und der Innenwinkelsumme von 360° berechnen lässt. Sind auch nichtkonvexe Vierecke zugelassen, gibt es mehrdeutige Kombinationen, z. B. vier Seiten und ein Innenwinkel, da die dem gegebenen Winkel gegenüberliegende Ecke konvex oder konkav sein kann.
Wenn ein spezielles Viereck vorliegt, reichen weniger Größen aus, um seine Form zu beschreiben:
- vier bei einem Tangentenviereck, Sehnenviereck oder Trapez
- drei bei einem Parallelogramm, Drachenviereck, rechtwinkligen Trapez oder gleichschenkligen Trapez
- zwei bei einer Raute oder einem Rechteck
- eine bei einem Quadrat

## Ungleichungen
Für ein konvexes Viereck mit den Seitenlängen {\displaystyle a}, {\displaystyle b}, {\displaystyle c}, {\displaystyle d}, den Diagonalen {\displaystyle e}, {\displaystyle f} und dem Flächeninhalt {\displaystyle A} gelten folgende Ungleichungen:
{\displaystyle A\leq {\frac {(a+c)\cdot (b+d)}{4}}} mit Gleichheit nur für Rechtecke
{\displaystyle A\leq {\frac {a^{2}+b^{2}+c^{2}+d^{2}}{4}}} mit Gleichheit nur für Quadrate
{\displaystyle A\leq {\frac {(a+b+c+d)^{2}}{16}}} mit Gleichheit nur für Quadrate
{\displaystyle A\leq {\frac {1}{2}}\cdot {\sqrt {(a^{2}+c^{2})\cdot (b^{2}+d^{2})}}} mit Gleichheit nur für Rechtecke
{\displaystyle A\leq {\frac {e\cdot f}{2}}} mit Gleichheit nur dann, wenn die Diagonalen orthogonal sind
{\displaystyle A\leq {\frac {e^{2}+f^{2}}{4}}} mit Gleichheit nur dann, wenn die Diagonalen orthogonal und gleich lang sind
Aus der Formel von Bretschneider folgt mit {\displaystyle s={\frac {a+b+c+d}{2}}} die Ungleichung
{\displaystyle A\leq {\sqrt {(s-a)\cdot (s-b)\cdot (s-c)\cdot (s-d)}}} mit Gleichheit nur für Sehnenvierecke

## Schwerpunkt

Flächenschwerpunkt im unregelmäßigen Viereck
Die gepunkteten Linien, der Punkt und die Schwerpunkte und sind für die alternative Lösung nicht erforderlich, sie dienen lediglich der Verdeutlichung, z. B. der Parallelität der Halbgeraden zur Diagonalen.
Animation siehe [https://commons.wikimedia.org/wiki/File:01-Viereck,_Schwerpunkt.gif hier

Bei punktsymmetrischen Vierecken, den Parallelogrammen, ist der Schwerpunkt das Symmetriezentrum, also der Diagonalenschnittpunkt.
Im Allgemeinen muss man unterscheiden zwischen dem Eckenschwerpunkt (alle Masse sitzt in den Ecken, jede Ecke hat die gleiche Masse) und dem Flächenschwerpunkt (die Masse ist gleichmäßig über die Fläche des Vierecks verteilt). Beim Dreieck stimmen diese beiden Schwerpunkte überein. Daneben gibt es noch den Kantenschwerpunkt (die Masse ist gleichmäßig auf die Kanten verteilt, die Masse jeder Kante ist proportional zu ihrer Länge). Der Kantenschwerpunkt wird jedoch selten betrachtet. Er stimmt auch beim Dreieck nicht mit dem Flächen- und Eckenschwerpunkt überein, sondern entspricht dort dem Inkreismittelpunkt des Mittendreiecks.
Den Flächenschwerpunkt eines unregelmäßigen Vierecks kann man wie folgt konstruieren: Man zerlegt das Viereck durch eine Diagonale in zwei Dreiecke und bestimmt jeweils deren Schwerpunkt als Schnittpunkt der Seitenhalbierenden. Diese beiden Punkte verbindet man durch eine Gerade. Dasselbe wiederholt man, indem man das Viereck durch die andere Diagonale teilt. Der Schnittpunkt der beiden Verbindungsgeraden ist der Schwerpunkt des Vierecks.
Die Gerade durch die beiden Dreiecksschwerpunkte ist eine Schwerlinie beider Dreiecke und damit auch des Vierecks. Also muss der Schwerpunkt auf dieser Geraden liegen.
Den Eckenschwerpunkt erhält man, indem man die Mittelpunkte gegenüberliegender Seiten verbindet. Der Schnittpunkt der beiden Verbindungslinien ist der Eckenschwerpunkt. Ist ein kartesisches Koordinatensystem gegeben, so kann man die Koordinaten des Eckenschwerpunkts {\displaystyle S(x_{S}|y_{S})} aus den Koordinaten der Ecken {\displaystyle A(x_{A}|y_{A}),B(x_{B}|y_{B}),C(x_{C}|y_{C}),D(x_{D}|y_{D})} berechnen:
{\displaystyle x_{S}={\frac {1}{4}}\cdot (x_{A}+x_{B}+x_{C}+x_{D}),\quad y_{S}={\frac {1}{4}}\cdot (y_{A}+y_{B}+y_{C}+y_{D})}
Die nebenstehende Darstellung, konstruiert ähnlich wie oben beschrieben, beinhaltet auch eine alternative Vorgehensweise. Dazu sind in zwei sich kreuzenden Dreiecken deren Schwerpunkte {\displaystyle S_{1}} und {\displaystyle S_{2}} zu ermitteln. Abschließend wird eine Halbgerade ab {\displaystyle S_{1}} parallel zur Diagonale {\displaystyle {\overline {BD}}} und eine Halbgerade ab {\displaystyle S_{2}} parallel zur Diagonale {\displaystyle {\overline {AC}}} gezogen. Somit ist der Schnittpunkt der beiden Halbgeraden der Flächenschwerpunkt {\displaystyle S} des Vierecks. Dies bedeutet, die gepunkteten Linien, der Punkt {\displaystyle H}  und die Schwerpunkte {\displaystyle S_{3}} und {\displaystyle S_{4}} sind für die alternative Vorgehensweise nicht erforderlich.
- Ein möglicher elementarer geometrischer Beweis für die Korrektheit der Konstruktion ist in Unregelmäßiges Viereck enthalten.